# Costantino II
Costantino II (latino: Flavius Claudius Constantinus; Arelate, febbraio 317 – Cervenianum, tra il 2 e il 30 aprile 340) è stato un imperatore romano della dinastia costantiniana dal maggio 337 fino alla sua morte.

## Biografia

### Origini

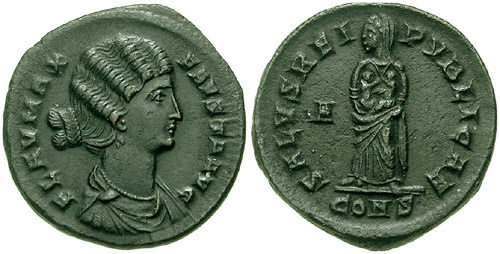
Moneta di Fausta, recante al rovescio l'immagine di Fausta come personificazione di Salus, recante in braccio gli infanti Costantino II e Costanzo II.

Flavio Claudio Costantino, secondo figlio maschio di Costantino I, nacque ad Arelate, città che Costantino I rinominò in onore del figlio nel 328. Secondo la maggior parte delle fonti, la nascita avvenne nel febbraio 317, secondo altre nell'estate 316; la prima data lo farebbe figlio illegittimo, in quanto suo fratello Costanzo II nacque all'imperatrice Fausta il 7 agosto dello stesso anno, e nessuna fonte dà Costantino II discendente di Massimiano, padre di Fausta, ma vi sono alcuni studiosi che si oppongono a questa ipotesi, e lo considerano figlio di Fausta.

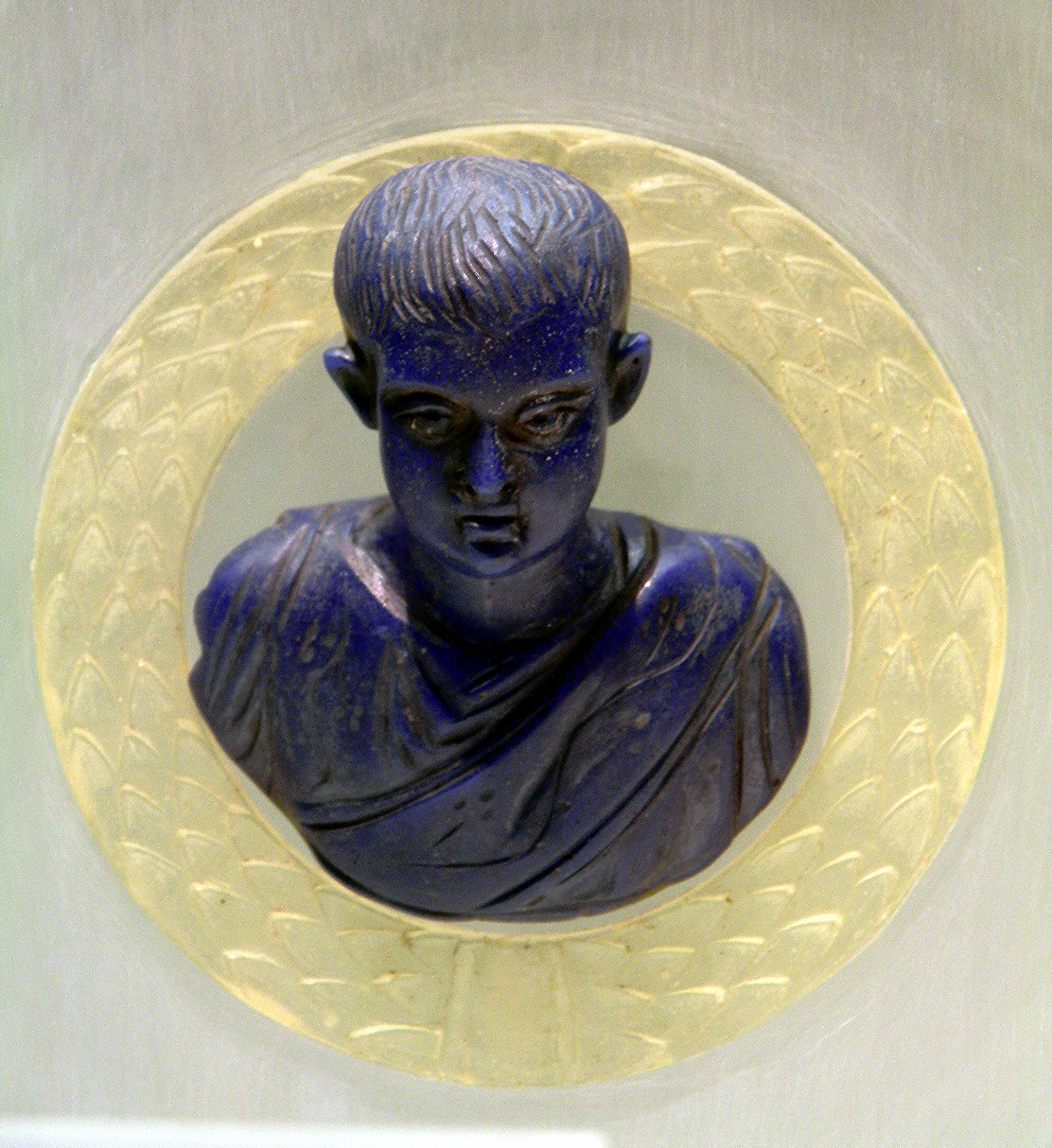
Busto in vetro colorato di Costantino II presso il Museo Romano-Germanico di Colonia

### Giovinezza: daCesareadAugusto(317-337)
Quel che è certo è che il 1º marzo del 317, dunque a meno di un anno di età, Costantino fu proclamato cesare assieme al fratellastro Crispo e a Valerio Liciniano Licinio, figlio del collega di Costantino I.
Costantino fu cresciuto come un cristiano e sin dalla giovanissima età fu educato per assumere il potere. La sua educazione fu affidata a Lattanzio e consistette nello studio della letteratura latina, della scienza politica e in pratica di governo; già a cinque anni Costantino sapeva apporre la propria firma ai documenti. Nel 320 assunse il consolato per la prima volta, assieme al padre; l'anno successivo, caratterizzato da un raffreddarsi dei rapporti tra Costantino I, signore della parte occidentale dell'impero, e Licinio, che governava su quella orientale, Costantino II e Crispo furono nominati consoli dalla corte occidentale, mentre in oriente furono riconosciuti consoli Licinio e suo figlio Liciniano. Tra i suoi futuri compiti come imperatore c'era quello di comandante militare; nel 323 Costantino II partecipò assieme al padre alla campagna militare contro i Sarmati. Nel 324 assunse il suo terzo consolato, assieme a Crispo.

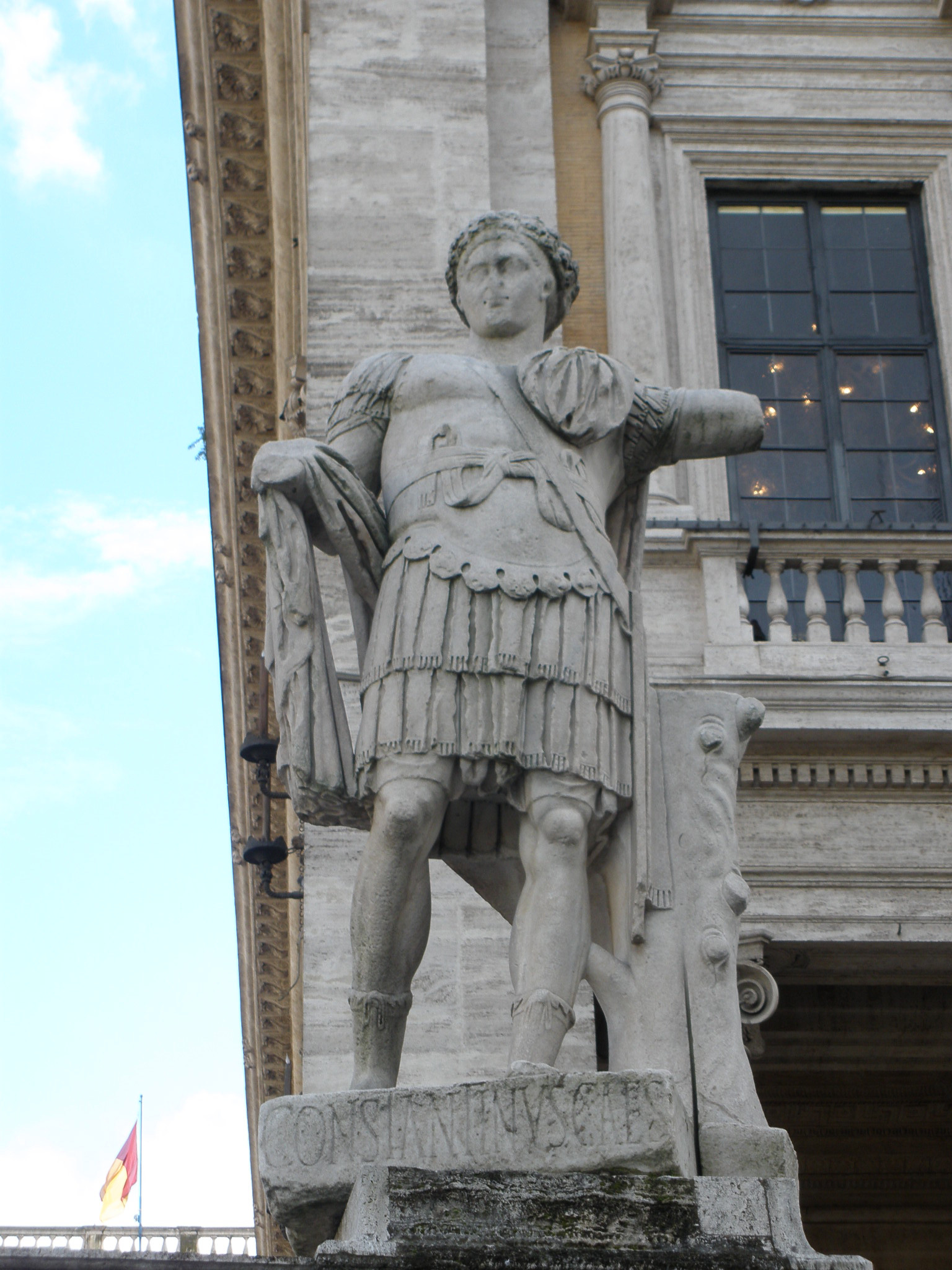
Un giovane Costantino II raffigurato nelle vesti di cesare, in una statua ora sulla sommità della Cordonata a Roma, prima nelle Terme di Costantino.

Nel 326 Crispo fu messo a morte per volere del padre, per motivi oscuri che probabilmente toccarono anche la morte di Fausta, quello stesso anno. Con la morte del fratellastro, Costantino II divenne il figlio maggiore di Costantino I e, all'età di dieci anni, fu messo al comando, nominale, della Gallia; seguì il padre in una campagna in Gallia e fu installato a Treviri, già capitale di Crispo, nel 327/328. I suoi generali vinsero contro gli Alamanni nel 328 e Costantino si fregiò del titolo di Alamannicus maximus. Nel 329 assunse il suo quarto ed ultimo consolato, assieme al padre. Nel 332 i Goti attaccarono i Sarmati, che chiesero aiuto ai Romani e, al comando di Costantino II, l'esercito romano sconfisse i nemici, che furono costretti ad accettare un trattato;
Prima del 335 contrasse nozze; nulla è noto sull'identità o il destino della moglie.

### Regno (337-340)
Costantino II
     Costante I
     Flavio Dalmazio
     Costanzo II

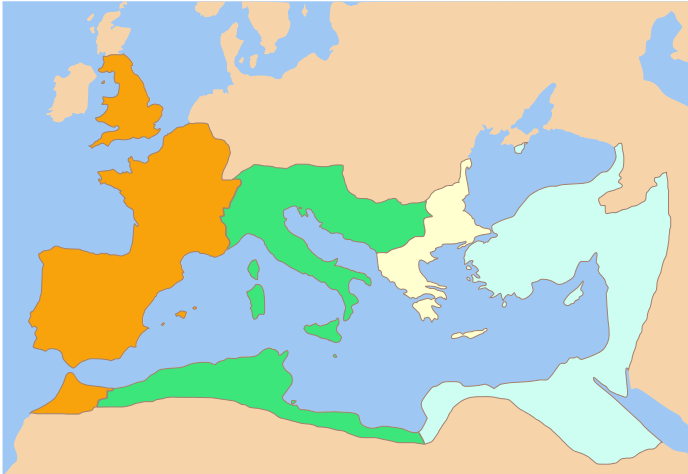
Suddivisione dell'Impero romano, tra il 22 maggio 337 (morte di Costantino I) e il 9 settembre dello stesso anno (elevazione ad augusti dei suoi figli). Alla morte di Dalmazio, Costante e Costanzo si spartirono i suoi territori.
Costantino II
Costante I
Flavio Dalmazio
Costanzo II

Costantino I aveva conferito molti onori ai propri figli e parenti tanto che alla sua morte, avvenuta nel maggio 337, il potere era diviso tra quattro persone, i quattro cesari da lui nominati: Costantino II, che regnava sulle diocesi delle Britannie, diocesi delle Gallie, diocesi di Vienne e diocesi delle Spagne, Costante I, che regnava sulle diocesi Italiciana, diocesi d'Africa e diocesi delle Pannonie, Flavio Dalmazio, che regnava sulle diocesi delle Mesie e diocesi della Tracia, e Costanzo II, che regnava sulle diocesi Pontica, diocesi Asiana e diocesi d'Oriente. Tra il maggio e il settembre del 337 non vi fu un imperatore, ma l'amministrazione imperiale fu portata avanti a nome del defunto Costantino; in questo periodo Costantino II ricevette la supplica di Paolo, vescovo di Costantinopoli, e Atanasio, vescovo di Alessandria, entrambi trinitari, e a loro nome scrisse al fratello Costanzo II, affermando che la re-installazione sul trono vescovile di Alessandria di Atanasio era stato un desiderio di Costantino I che la morte gli aveva impedito di soddisfare: il gesto di Costantino può essere compreso considerando che il trinitarianesimo era molto diffuso nel suo regno, e comunque Atanasio avrebbe recato problemi al fratello Costanzo II, che invece era sostenitore dell'arianesimo. Lo scopo di Costantino era quello di far valere il ruolo di fratello più anziano, augusto senior, e di mettere uomini a lui leali in posti importanti dei dominii dei fratelli; per questo motivo furono richiamati dall'esilio anche Marcello di Ancira, Asclepa di Gaza, Lucio di Adrianopoli e, appunto, Paolo di Costantinopoli.
Nel frattempo l'esercito, col beneplacito dei figli di Costantino, mise in atto una purga che eliminò tutti i membri maschi della dinastia, compreso Dalmazio, che potevano insidiare il potere di Costantino, Costanzo e Costante. I tre divennero imperatori il 9 settembre 337; l'elezione ad augusti avvenne in Pannonia, in un incontro in cui i tre fratelli si spartirono l'eredità del padre: Costantino II mantenne il territorio che aveva governato in qualità di cesare da Treviri, mentre Costante e Costanzo si spartirono il territorio di Dalmazio. Oltre alla Gallia, alla Britannia, alla Spagna e a parte dell'Africa, Costantino ricevette anche la tutela sul giovanissimo fratello Costante. Nel 338 incontrò i fratelli a Viminacium e quello stesso anno affrontò con successo gli Alamanni: da tale successo, probabilmente, si attribuì il titolo di Germanicus maximus.
Le fonti tarde raccontano che Costantino fosse geloso dei fratelli, specie per non aver ottenuto la sua parte dalla spartizione del territorio di Dalmazio. Altre fonti raccontano di come il testamento di Costantino, che l'imperatore morente aveva ordinato di consegnare al suo figlio omonimo, era stato preso dal praepositus sacri cubiculi Eusebio, che l'aveva dato a Costanzo in cambio della sua conversione all'arianesimo (queste fonti sono nicene). I rapporti tra Costantino e Costante deteriorarono rapidamente tanto che Costantino tentò di farsi dare da Costante del territorio, probabilmente in Africa settentrionale come compensazione del territorio di Dalmazio.
Costantino attese che Costante si recasse in una provincia che fosse fedele a Costantino stesso e scese in Italia con un esercito, col pretesto di dirigersi sul fronte orientale (gennaio-febbraio 340); Costante, che si trovava all'epoca in Dacia, venne a sapere delle intenzioni del fratello e gli inviò contro una forza in grado di rallentarlo prima dell'arrivo del giovane augusto col resto dell'esercito. I generali di Costante finsero un attacco su Aquileia per poi ritirarsi e tendere una serie di imboscate a Costantino che li inseguiva; in occasione di una di queste, nei pressi di Cervenianum all'inizio del mese di aprile, circondarono gli uomini di Costantino uccidendone molti, tra cui Costantino stesso, il cui corpo fu gettato nel fiume Alsa.
Costantino morì all'età di 23 anni, dopo aver regnato per tre anni; fu dichiarato nemico pubblico colpito da damnatio memoriae.

#### Cronologia degli spostamenti di Costantino II durante il suo regno
| Data               | Evento                                                                   | Fonte |
| ------------------ | ------------------------------------------------------------------------ | --- |
| 337, settembre     | Si riunisce con i fratelli Costanzo II e Costante I a Sirmio in Pannonia | Giuliano, Oratio 1, 19a; Libanio, Oratio 59.75.                                                                                               |
| 338                | Campagne contro gli Alamanni                                             | CIL III, 12483 da Troesmis (337/340) |
| 8 gennaio 339      | Ad Augusta Treverorum                                                    | Codex Theodosianus XII, 1.27. |
| Tardo inverno 340† | Invade i territori di Costante I e viene ucciso vicino ad Aquileia       | Girolamo, Chronicon 235ª; Chronica minora 1.236; Epitome de Caesaribus 41.21; Socrate Scolastico, Historia Ecclesiastica 2.5; Zonara XIII, 5. |